# جاستن آزيفيدو
جاستن آزيفيدو هو لاعب هوكي الجليد كندي، ولد في 1 أبريل 1988 في West Elgin, Ontario ‏ في كندا.

## وصلات خارجية
- جاستن آزيفيدو على موقع دوري الهوكي الوطني (الإنجليزية)
- جاستن آزيفيدو على موقع دوري الهوكي للقارات (الإنجليزية)
- جاستن آزيفيدو على موقع EliteProspects.com (الإنجليزية)
- جاستن آزيفيدو على موقع Eurohockey.com (الإنجليزية)
- جاستن آزيفيدو على موقع HockeyDB.com (الإنجليزية)